# Ponderacris
Ponderacris is een geslacht van rechtvleugeligen uit de familie veldsprinkhanen (Acrididae). De wetenschappelijke naam van dit geslacht is voor het eerst geldig gepubliceerd in 1991 door Ronderos & Cigliano.

## Soorten
Het geslacht Ponderacris omvat de volgende soorten:
- Ponderacris amboroensis Pocco, Lange & Cigliano, 2013
- Ponderacris auriventris Bruner, 1913
- Ponderacris bolivianus Ronderos & Carbonell, 1971
- Ponderacris carlcarbonelli Pocco, Lange & Cigliano, 2013
- Ponderacris chulumaniensis Pocco, Lange & Cigliano, 2013
- Ponderacris cuzcoensis Ronderos & Carbonell, 1971
- Ponderacris inca Ronderos & Carbonell, 1971
- Ponderacris peruvianus Stål, 1878